# 蘭茂

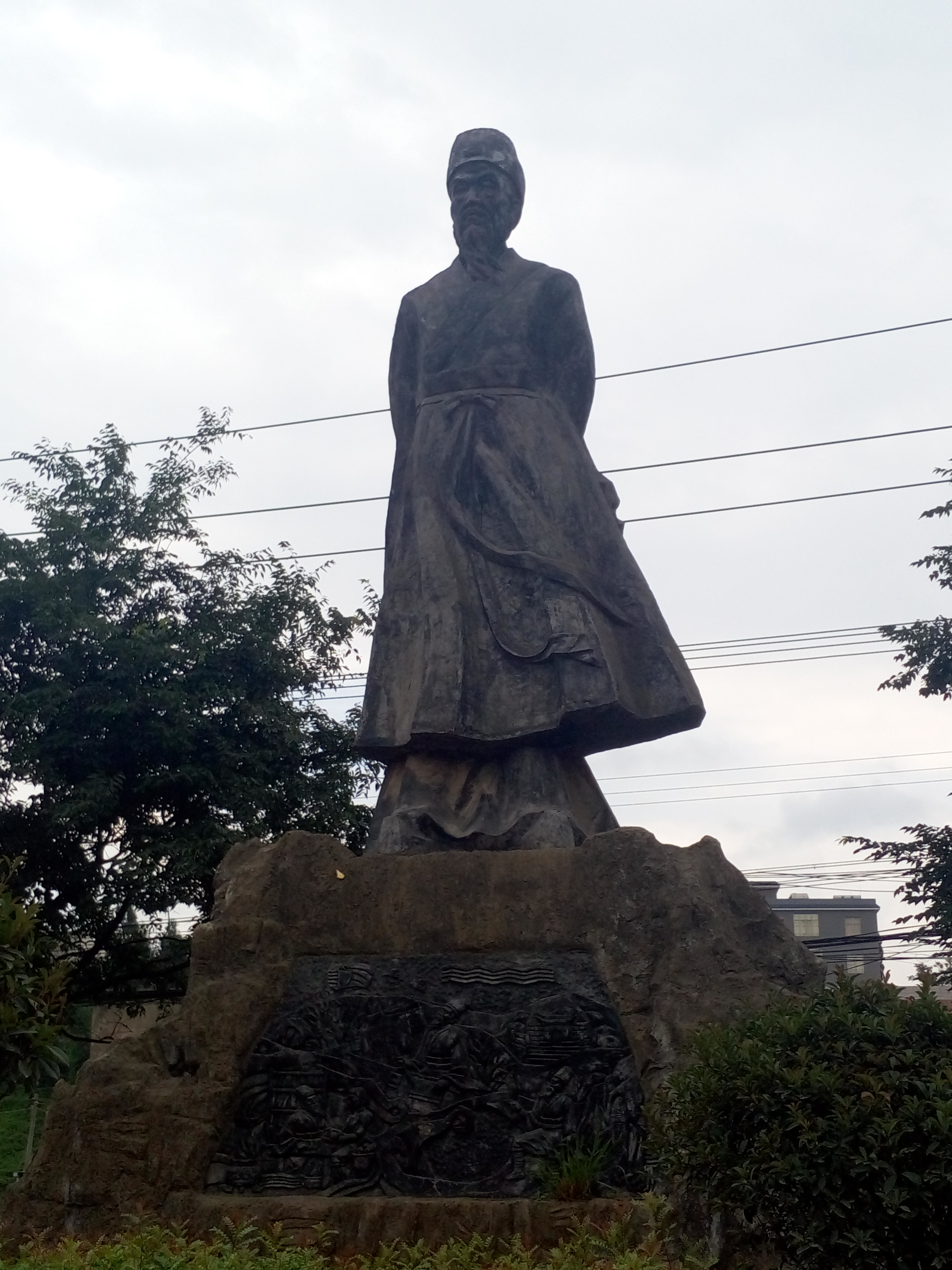
嵩明县杨林镇内的兰茂雕像

蘭茂（1397年—1470年），字廷秀，號止菴（或作止庵）明初雲南嵩陽（今昆明嵩明县杨林镇）人，醫藥學家，音韻學家和詩人。

## 生平
據正德年間所修《雲南誌》載，其人屬“楊林千戶所籍”，本籍「河南洛陽」。
該書說他：「年十六，凡詩目輒成誦。既冠，恥於利祿，自扁其軒曰止庵，號和光道人，自作和光傳，又稱玄壺子。所著有《玄壺集》、《鑒義折衷》、《經史錦論》、《安邊策條》、《止庵吟稿)、《山堂雜稿》、《璧山樵唱)、《桑榆樂趣》、《樵唱餘音》、《甲申晚稿》、《梅花百韻》、《秋香百詠》、《草堂風月》、《蘋洲晚唱》、《韻略易通》、《金粟囊》、《中州韻》、《聲津發蒙)、《四言碎金》等書，滇人多傳之。其余醫道、陰陽、地理、丹育無不通曉。治家冠、婚、喪、祭一體文公家禮，男不入內，女不出外，不作佛事。年七十四而卒」。依此說其生卒年份當爲西元1397年和1470年。
蘭茂雖然隱居不仕，但賢名素著，時與安寧張維齊名，據說：「四方學者多師事之」，嘗「從祀孔子廟」，「鄉裏人稱『小聖』」雲。其隱於鄉野的動機亦非出於非憤世嫉俗。如其詩所云：「古來耕釣間，往往皆英雄。人爲潔己士，用有濟康功。我非無其才，盛世有夔龍。願作堯舜民，擊壤歌時雍。」（《秋夜吟》），實是個恬淡無為耕讀自得的達觀之人。

## 著作
從上引《雲南誌》中的記述可以看出，蘭茂一生著述頗豐，流傳至今影響較大的有如下幾種：
- 《滇南本草》（三卷）
- 《醫門攬要》
- 《韻畧易通》（兩卷）
- 《聲律發蒙》
- 《信天風月通玄記》

蘭氏的《韻畧易通》是繼周德清的《中原音韻》後又一部重要的音韻學著作，該書的結構體系打破了傳統韻書以四聲分部以韻爲綱領的模式，開創性地按照《早梅詩》二十聲母的次序統轄同音小韻，並以先舉聲韻後別四聲的體例編排，審音細緻、脈絡詳明，非常接近現代通用的同音字表。而且他所歸納出的語音系統著意於當時的真實語音，不拘泥於古韻書的樊籬，爲今人研究近古官話的演進提供了寶貴的語音材料。同時由於該書側重於「尋常方俗之語、日用事物之名」，收字和釋義的著眼點亦不同於以往韻書、字書的專爲讀經服務，因而對文字學、訓古學的研究也有重要的參考價值。